# Aplodactylus
Aplodactylus is een geslacht van straalvinnige vissen uit de familie van aplodactiliden (Aplodactylidae).

## Soorten
- Aplodactylus arctidens Richardson, 1839
- Aplodactylus etheridgii (Ogilby, 1889)
- Aplodactylus guttatus Guichenot, 1848
- Aplodactylus punctatus Valenciennes, 1832
- Aplodactylus westralis Russell, 1987
- Aplodactylus lophodon Günther, 1859